# كاميلا هورن
كاميلا هورن (بالألمانية: Camilla Horn)‏ هي ممثلة ألمانية، ولدت في 25 أبريل 1903 في ألمانيا، وتوفيت بنفس المكان في 14 أغسطس 1996.

## أعمال

### أفلام
- (1928) العاصفة

## وصلات خارجية
- كاميلا هورن على موقع IMDb (الإنجليزية)
- كاميلا هورن على موقع مونزينجر (الألمانية)
- كاميلا هورن على موقع ألو سيني (الفرنسية)
- كاميلا هورن على موقع أول موفي (الإنجليزية)
- كاميلا هورن على موقع قاعدة بيانات الأفلام السويدية (السويدية)
- كاميلا هورن على موقع قاعدة بيانات الفيلم (الإنجليزية)
- كاميلا هورن على موقع كينوبويسك (الروسية)